# Arlay
Arlay község Franciaország Burgundia-Franche-Comté régiójában, Jura megyében. Új községként 2016. január 1-jén jött létre a korábbi Arlay és Saint-Germain-lès-Arlay község egyesítésével.
Lakosainak száma 1184 fő (2022. január 1.). Arlay Lombard, Mantry, Domblans, Plainoiseau, Ruffey-sur-Seille, Quintigny, L’Étoile és Recanoz községekkel határos.

## Népesség
A település népességének változása:
| Lakosok száma | 1227 | 1217 | 1206 | 1196 | 1187 | 1184 |
|               | 2017 | 2018 | 2019 | 2020 | 2021 | 2022 |